# Kiikoinen
Kiikoinen (föråldrat svenskt namn: Kikois) var en kommun i landskapet Satakunta. År 2012 hade Kiikoinen cirka 1 245 invånare och en areal på 144,32 kvadratkilometer. Kiikoinens kommun uppgick 2013 i Sastamala stad i Birkaland.
Kiikoinen var enspråkigt finskt.

## Historia
Kiikoinen tillhörde Västra Finlands län innan länen avskaffades 1 januari 2010.

## Politik

### Mandatfördelning i Kiikoinens kommun, valen 1976–2021
| 1 | 2 | 1 | 8 | 1 | 4 |

| 1 | 1 | 5 | 5 | 1 | 4 |

| 1 | 1 | 7 | 4 | 4 |

| 1 | 1 | 6 | 6 | 3 |

| 1 | 1 | 12 | 3 |

| 2 | 11 | 4 |

| 1 | 1 | 10 | 5 |

| 1 | 1 | 11 | 4 |

| 7 | 10 |

| 13 | 4 |